# Leon Chancler
Leon Chancler, znany też jako Ndugu (ur. 1 lipca 1952 w Shreveport, zm. 3 lutego 2018) – amerykański perkusista. Znany przede wszystkim z występów w zespole Weather Report.
Współpracował ponadto m.in. z takimi wykonawcami jak: Michael Jackson, Bobby Hutcherson, Miles Davis, Herbie Hancock, George Duke, George Benson, Santana, Byron Miller, Paul Jackson, Jr., Jerry Hey, Patrice Rushen, Gary Grant, Oscar Brashear, The Jazz Prophets, Harold Johnson, Lary Nash, Willie Bobo, Joe Henderson, Harvey Mason, Bill Summers, Larry Williams, Josie James, Nathan East, Joe Sample, Bill Reichenbach, Paulinho Da Costa, Ernie Watts, Airto Moreira, Bobby Lyle, James Gadson, Stanley Clarke, The Crusaders, Eric Clapton, John Lee Hooker, Bobby Lyle, Kenny Rogers, The Temptations, Bobby Womack, Tina Turner, Gerald Albright, Ernestine Anderson, David Axelrod oraz Gato Barbieri.